# Strigocuscus pelengensis
Il cusco delle Banggai (Strigocuscus pelengensis Tate, 1945) è un marsupiale arboricolo della famiglia dei Falangeridi.

## Descrizione
Il cusco delle Banggai è un piccolo marsupiale simile a un opossum ricoperto da una morbida pelliccia di colore variabile dal marroncino al rossastro sulle regioni superiori e di colore variabile dal marrone chiaro al giallastro su quelle inferiori. Ha una lunghezza testa-corpo di 35-37,5 cm e una coda di 24,5-30 cm; pesa 1070-1150 g kg. Come le altre 25 specie di cuschi e opossum che costituiscono la famiglia dei Falangeridi, ha un muso breve, con occhi sporgenti e un naso glabro. Le zampe hanno cinque dita, tutte munite di robusti artigli, a eccezione delle prime dita delle zampe posteriori. Queste dita prive di unghie sono opponibili rispetto alle altre dita delle zampe posteriori, così come lo sono le due prime dita delle zampe anteriori rispetto alle altre tre. Questo consente al cusco di afferrare con forza i rami degli alberi; tale caratteristica, unita alla prensilità della lunga coda, rende il cusco delle Banggai un eccellente arrampicatore. La femmina ha un marsupio ben sviluppato aperto sul davanti che contiene da due a quattro capezzoli.

## Biologia
Il cusco delle Banggai vive nelle cavità degli alberi, dalle quali può avere facile accesso alla volta della foresta, dove si spinge in cerca di cibo. Si nutre principalmente di frutta ed è maggiormente attivo durante la notte. La femmina dà alla luce un unico piccolo.

## Distribuzione e habitat
La specie è endemica delle piccole isole di Mangole, Taliabu e Peleng (Molucche occidentali). Vive nelle foreste pluviali, nelle piantagioni di palme da cocco e nei giardini rurali, dal livello del mare fino a oltre 1000 m di quota.

## Tassonomia
Sono state riconosciute due sottospecie:
- S. p. pelengensis Tate, 1945: Peleng (isole Banggai);
- S. p. mendeni Feiler, 1978: Mangole e Taliabu (isole Sula).